# Anne Tyler
Anne Tyler (* 25. Oktober 1941 in Minneapolis) ist eine US-amerikanische Schriftstellerin.

## Leben und Werk
Tyler wuchs in North Carolina als Älteste von vier Kindern  auf. Tylers Eltern gingen mit  dreien ihrer Kinder in die Berge von North Carolina, um ihre Utopie vom besseren Leben in einer Art Kommune zu verwirklichen. Die Eltern gehörten dem Quäkertum an. Tylers Vater, ein Chemiker, arbeitete im Ziegenstall und verdiente 500 Dollar im Monat. Tylers Mutter, eine Sozialarbeiterin, unterrichtete die Kinder zu Hause. Von 7 bis 11 Jahren half Tyler auf dem elterlichen Bauernhof nahe Burnsville (North Carolina) in der Celo Community mit. Bereits mit sieben Jahren erkannte sie: „Obwohl ich mich bemüht habe, an Gott zu glauben, konnte ich mir einfach nicht vorstellen, dass es ihn gibt. Es ging nicht. Also habe ich es mit sieben gelassen.“
Als die Familie in die Stadt zog, war Tyler elf, und sie kam erstmals in eine Schule: „Ich war in jeder Beziehung eine Außenseiterin. Von jetzt an betrachtete ich die Welt aus einer großen Distanz.“
Sie studierte an der Duke und der Columbia University Slawistik. Seit 1965 veröffentlicht sie vorwiegend Romane, die das Schicksal verschiedener Protagonisten in wechselnden Perspektiven von erzählerischer Nähe bis hin zu psychologisierendem Fernblick thematisieren. Werke wie Die Reisen des Mr. Leary wurden (in diesem Fall von Lawrence Kasdan) verfilmt. Für den Roman Atemübungen wurde sie 1989 mit dem Pulitzer-Preis ausgezeichnet. Die Kritiker waren sich einig, dass Dinner im Heimweh-Restaurant ihr bislang erfolgreichstes und bestes Buch ist. 1983 wurde sie in die American Academy of Arts and Letters und 1994 in die American Academy of Arts and Sciences gewählt.
2015 war ihr Buch A Spool of Blue Thread auf der Bestenliste für den Man Booker Preis.
Tyler hat eine breite Leserschaft und auch Fans unter Schriftstellern, so John Updike und Nick Hornby.

## Privates
Tyler lernte an der Duke University den iranischen Kinderpsychologen Taghi Modarressi (1931–1997) kennen, der 1959 den Iran verlassen hatte. 1963 heirateten sie. Aus dieser Ehe stammen zwei Töchter. Ihre Tochter Mitra Modarressi ist Illustratorin von Kinderbüchern.
Tyler lebt seit 1967 in Baltimore, wo auch die Handlung vieler ihrer Romane spielt.

## Einflüsse und Zitate
In einem ihrer seltenen Interviews benannte sie der New York Times Eudora Welty als wichtigen literarischen Einfluss: 

“Reading Eudora Welty when I was growing up showed me that very small things are often really larger than the large things.”

„Das Lesen von Eudora Welty in meiner Kindheit zeigte mir, dass ganz kleine Dinge in Wirklichkeit oft größer sind als die großen Dinge.“

Anne Tyler sagte 1992 über ihren Roman Segeln mit den Sternen (Celestial Navigation), dass dies ihr bisher schwierigster Roman war, und bis dahin ein Favorit:

„Jeremy zu erschaffen, war eine Möglichkeit, meine eigene Tendenz zu untersuchen, mich mehr und mehr nach innen zu drehen [während ich schreibe].“

In dem Buch beschrieb Tyler eine Facette von sich in der Figur von Miss Vinton, deren Lieblingstraum ist:

„Ich lese ein Buch allein in meinem Zimmer, und niemand unterbricht mich jemals.“

An anderer Stelle sieht sie Dinner im Heimweh-Restaurant (Dinner at the Homesick Restaurant) als ihren besten Roman:

„Es ist der Roman, der dem am nächsten kam, was ich mir am Anfang vorgestellt hatte.“

## Rezeption
Der britische Autor Nick Hornby schrieb über Tyler:

„In den achtziger Jahren habe ich begonnen, Anne Tylers Bücher zu lesen. Vorher wusste ich gar nicht, dass Romanschriftstellern gestattet ist, was Tyler macht – mit Geist, Witz und Herz über das Familienleben zu schreiben. Anne Tyler hat mein Leben verändert.“

## Werke
Romane
- If Morning Ever Comes, 1964.
  - Wenn je der Morgen kommt. Übersetzt von Ulrike Becker und Claus Varrelmann. Fischer Taschenbuch, Frankfurt am Main 1996, ISBN 3-596-12806-4.
- The Tin Can Tree, 1965.
  - Der Blechbüchsenbaum. Übersetzt von Ulrike Becker und Claus Varrelmann. Fischer Taschenbuch, Frankfurt am Main 1996, ISBN 3-596-12809-9.
- A Slipping-Down Life, 1970.
  - Leben gehen. Übersetzt von Ulrike Becker und Claus Varrelmann. Fischer Taschenbuch, Frankfurt am Main 1997, ISBN 3-596-12808-0.
- The Clock Winder, 1972.
  - Mrs. Emersons Hausmeisterin, dt. von Claus Varrelmann; Fischer Taschenbuch, Frankfurt am Main 1997. ISBN 3-10-080017-6.
- Celestial Navigation, 1974.
  - Segeln mit den Sternen, dt. von Reinhard Kaiser; Fischer, Frankfurt am Main 1990. ISBN 3-10-080011-7.
- Searching for Caleb, 1976.
  - Caleb oder das Glück aus den Karten. Übersetzt von Günther Danehl. Goverts, Frankfurt am Main 1977, ISBN 3-7740-0472-2.
- Earthly Possessions, 1977.
  - Nur nicht stehen bleiben, dt. von Günther Danehl; Goverts, Frankfurt am Main 1979. ISBN 3-7740-0497-8.
- Morgan´s Passing, 1980.
  - Mister Morgan und die Puppenspielerin, dt. von Ulrike Becker und Claus Varrelmann; Fischer Taschenbuch, Frankfurt am Main 1994. ISBN 3-596-12047-0.
- Dinner at the Homesick Restaurant, 1982.
  - Dinner im Heimweh-Restaurant, dt. von Ulrike von Puttkamer; Marion von Schröder, Düsseldorf 1985. ISBN 978-3-0369-5688-6.
  - auch als: Dinner im Restaurant Heimweh, gleiche Übersetzung; Kein & Aber, Zürich/Berlin 2014. ISBN 978-3-0369-5688-6.
- The Accidental Tourist, 1985.
  - Die Touren des Mr. Leary; dt. von Alexandra Baumrucker, Marion von Schröder, Düsseldorf 1987. ISBN 3-547-79194-4.
  - auch als: Die Reisen des Mr. Leary, gleiche Übersetzung; Fischer Taschenbuch, Frankfurt am Main 1989. ISBN 3-596-28294-2.
- Breathing Lessons, 1988.
  - Atemübungen.
- Saint Maybe, 1991.
  - Fast ein Heiliger, dt. von Ruth Frank-Strauss; Fischer, Frankfurt am Main 1992. ISBN 3-10-080012-5.
- Ladder of Years 1995.
  - Kleine Abschiede, dt. von Christine Frick-Gerke; Fischer, Frankfurt am Main 1996. ISBN 3-10-080013-3.
- A Patchwork Planet 1998.
  - Engel gesucht, dt. von Sibylle Hunzinger; Fischer, Frankfurt am Main 1998. ISBN 3-10-080020-6.
- Back When We Were Grownups, 2001.
  - Damals als wir erwachsen waren, dt. von Christel Dormagen; Krüger, Frankfurt am Main 2003. ISBN 3-8105-1925-1.
- The Amateur Marriage, 2004.
  - Im Krieg und in der Liebe, dt. von Christine Frick-Gerke und Gesine Strempel; List, Berlin 2004. ISBN 3-471-78944-8.
- Digging to America, 2006.
  - Tag der Ankunft, dt. von Christine Frick-Gerke und Gesine Strempel; List, Berlin 2007. ISBN 978-3-471-78946-9.
- Noah’s Compass, 2009.
  - Verlorene Stunden, dt. von Simone Jakob; Kein & Aber, Zürich/Berlin 2010. ISBN 978-3-936086-52-2.
- The Beginner's Goodbye, 2012.
  - Abschied für Anfänger, dt. von Christine Frick-Gehrke; Kein & Aber, Zürich/Berlin 2012. ISBN 978-3-0369-5642-8.
- A Spool of Blue Thread, Alfred A. Knopf, New York City 2015, ISBN 978-1-101-87427-1.
  - Der leuchtend blaue Faden, dt. von Ursula-Maria Mössner; Kein & Aber, Zürich 2015. ISBN 978-3-0369-5712-8.
- Vinegar Girl, 2016.
  - Die störrische Braut, dt. von Sabine Schwenk; Knaus, München 2016. ISBN 978-3-8135-0655-6.
- Clock Dance, Chatto & Windus 2018, ISBN 978-1-78474-244-7.
  - Launen der Zeit, dt. von Michaela Grabinger; Kein & Aber, Zürich 2018. 350 S., ISBN 978-3-0369-5775-3.[8]
- Redhead by the Side of the Road, 2020.
  - Der Sinn des Ganzen, dt. von Michaela Grabinger; Kein & Aber, Zürich 2020. ISBN 978-3-0369-5820-0.
- French Braid.Chatto & Windus, London 2022, ISBN 978-1-78474-462-5.
  - Eine gemeinsame Sache. dt. von Michaela Grabinger;  Kein & Aber, Zürich 2022, ISBN 978-3-0369-5875-0.
- Three Days in June, Alfred A. Knopf 2025, ISBN 978-0-593-80348-6.
  - Drei Tage im Juni, dt. von Michaela Grabinger, Kein & Aber, Zürich 2024, ISBN 978-3-0369-5040-2.

Kinderbücher
- Tumble Tower, 1993 – illustriert von Mitra Modarressi.
- Timothy Tugbottom Says No!, 2005 – illustriert von Mitra Modarressi.

Essay
- Still just writing, 1980.
- Ich schreibe nur, in: Schreibtisch mit Aussicht, Ilka Piepgras (Hrsg.), Kein und Aber Verlag 2020.

## Verfilmungen
- 1988: Die Reisen des Mr. Leary
- 1994: Atemübungen (Breathing Lessons) (Fernsehfilm, Regie: John Erman)
- 1998: Von Schuld getrieben (Saint Maybe) – Regie: Michael Pressman – nach dem Roman Fast ein Heiliger
- 1999: A Slipping-Down Life (Regie: Toni Kalem)
- 1999: Earthly Possessions (Fernsehfilm, Regie: James Lapine)
- 2004: Back When We Were Grownups (Fernsehfilm, Regie: Ron Underwood)